# Unitas Pharmaceuticorum
De Utrechtse Pharmaceutische Studenten Vereniging (UPSV) “Unitas Pharmaceuticorum” is de studievereniging voor farmaciestudenten in Utrecht. 
De vereniging is opgericht op 16 november 1894 en is de oudste studievereniging van Utrecht. Unitas Pharmaceuticorum (U.P.) heeft als kerndoel het behartigen van de belangen van de Utrechtse farmaciestudent. Door middel van onder andere boekverkoop, onderwijsevaluaties, symposia en excursies wordt de studiekant van de vereniging benadrukt. Borrels, feesten, een introductiekamp en bijvoorbeeld het uitbrengen van een almanak staan voor de gezelligheidskant van U.P.

## Departement
U.P. heeft directe banden met het Departement Farmaceutische Wetenschappen van de bètafaculteit van de Universiteit Utrecht. In samenwerking met het departement wordt jaarlijks het introductiekamp voor de eerstejaars georganiseerd en draagt U.P. zorg voor een goede evaluatie van het onderwijs dat wordt gegeven. Met de komst van de bètafaculteit zal U.P. in de toekomst ook gaan verhuizen.

## Koninklijke Nederlandse Pharmaceutische Studenten Vereniging
De K.N.P.S.V., de Koninklijke Nederlandse Pharmaceutische Studenten Vereniging, is de landelijke studievereniging voor (bio-)farmaciestudenten. Samen met Pharmaciae Sacrum uit Groningen en Aesculapius uit Leiden vormt Unitas Pharmaceuticorum de enige Koninklijke studievereniging van Nederland. Iedereen die bij U.P. lid wordt, is ook automatisch lid van de K.N.P.S.V.
Aesculapius (UL) · Pharmaciae Sacrum (RUG) · Unitas Pharmaceuticorum (UU)

Overkoepelende organisatie: Koninklijke Nederlandse Pharmaceutische Studenten Vereniging